# Westminsterski statut
Westminsterski statut (eng. Statute of Westminster)  je odredba britanskog parlamenta izglasana 11. prosinca 1931. kojom su dotadašnji britanski dominioni Kanada, Australija, Novi Zeland i Južnoafrička Unija pravno i politički, uz neke iznimke, postali ravnopravni s matičnom zemljom, odnosno Velikom Britanijom.
Dokument je važan jer je i de jure označio nezavisnost navedenih zemalja, a i danas određuju odnose između njih i britanske krune.